# Лесковаць Бариловицький
45°23′ пн. ш. 15°31′ сх. д. / 45.39° пн. ш. 15.52° сх. д.
Лесковаць Бариловицький (хорв. Leskovac Barilovićki) — населений пункт у Хорватії, у Карловацькій жупанії у складі громади Барилович.

## Населення
Населення за даними перепису 2011 року становило 129 осіб.
Динаміка чисельності населення поселення: